# 斯坦頓 (密歇根州)
斯坦頓（英語：Stanton）是一個位於美國密歇根州蒙卡爾姆縣的城市。根據2010年美國人口普查，該地共人口1417人，而該地的面積約為5.57平方千米。同時該地也是蒙卡爾姆縣的縣治。

## 地理
斯坦頓的座標為43°17′33″N 85°04′53″W / 43.29250°N 85.08139°W，而該地的平均海拔高度為279米（即915英尺）。